# Ngelo (Jatiroto)
Ngelo is een bestuurslaag in het regentschap Wonogiri van de provincie Midden-Java, Indonesië. Ngelo telt 1617 inwoners (volkstelling 2010).